# Soeojarvi
Soeojarvi (Russisch: Суоя́рви; Fins: Suojärvi) is een stad in de Russische autonome republiek Karelië. De stad ligt ongeveer 110 km ten noordwesten van Petrozavodsk.
Tussen 1812 en 1940 was Soeojarvi deel van Finland.
Soeojarvi heeft de stadsstatus sinds 1940.
Bestuurlijk centrum: Petrozavodsk

Belomorsk · Kem · Kondopoga · Kostomoeksja · Lachdenpochja · Medvezjegorsk · Olonets · Pitkjaranta · Poedozj · Segezja · Soeojarvi · Sortavala